# Gewerkschaft Morgenstern
Gewerkschaft Morgenstern war der Name zweier unterschiedlicher bergrechtlicher Gewerkschaften für das Aufsuchen und Gewinnen von Steinkohle bzw. Eisenerzen,
- Die Gewerkschaft Morgenstern zu Mülsen bei Zwickau in Sachsen entstand 1889 aus dem Steinkohlenwerk Morgenstern Sarfert & Wiede. Sie betrieb bis zur Verstaatlichung das Steinkohlenwerk Martin Hoop im Zwickauer Steinkohlenrevier.

- Die Gewerkschaft Morgenstern zu Hannover wurde 1922 gegründet und besaß eine Berechtsame zur Gewinnung von Eisensteinen bei Klein Döhren, Gemeinde Liebenburg in Niedersachsen. Das Feld wurde 1935 in die Gewerkschaft Salzgitter überführt und der Bergbau 1938 in der Grube Morgenstern durch die Rohstoffbetriebe der Vereinigten Stahlwerke AG aufgenommen.